# Miguel Delibes de Castro
Miguel Delibes de Castro (Valladolid, 12 de febrer de 1947) és un biòleg espanyol. Durant dotze anys va ser el director de l'Estació Biològica de Doñana, i és considerat com la màxima autoritat mundial sobre el linx ibèric. També és acadèmic de la Reial Acadèmia de Ciències Exactes, Físiques i Naturals.

## Biografia
És el primer dels set fills del matrimoni compost per Miguel Delibes i Ángeles de Castro.

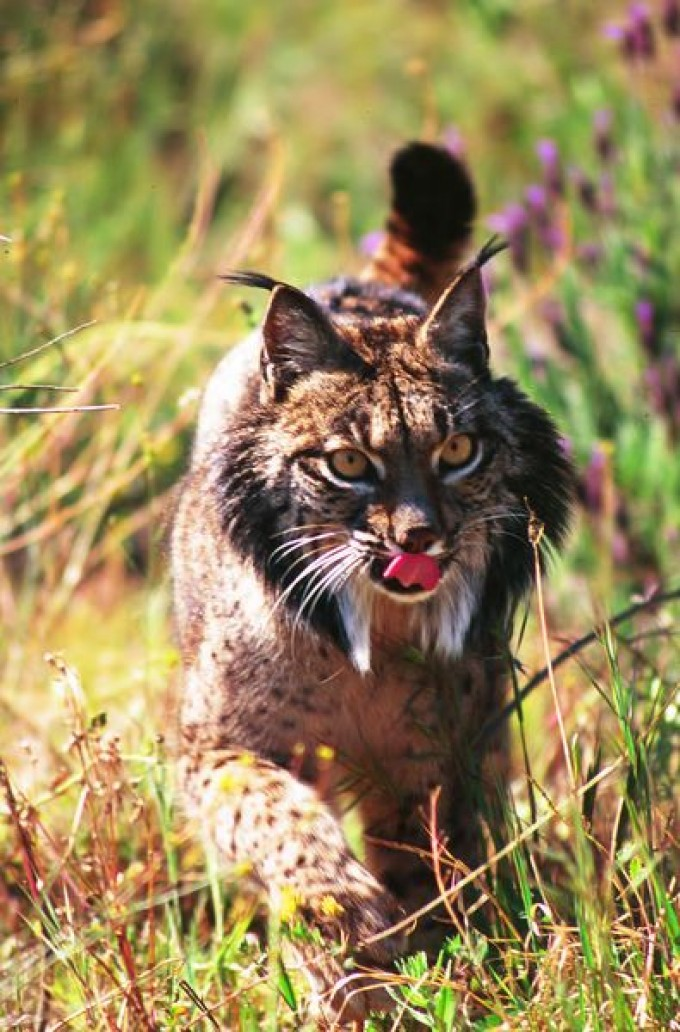
Linx ibèric a Doñana.

Va estudiar Ciències Biològiques en la Universitat Complutense de Madrid; després de llicenciar-se el 1969 va realitzar la tesi doctoral a Doñana, que va finalitzar el 1977; aquesta tesi va tractar sobre l'ecologia tròfica del linx ibèric. Més tard va ser nomenat director de l'Estació Biològica de Doñana, pertanyent al Consell Superior d'Investigacions Científiques, des de 1988 fins a 1996. Va signar el Manifest de Tenerife el 1983, text precursor de l'ecologisme polític a Espanya.
Ha desenvolupat una extensa labor com a membre de la Unió Internacional per a la Conservació de la Naturalesa treballant en diversos grups de recerca a Espanya, Argentina i Mèxic, sent assessor de la Cimera de Rio que va tractar la biodiversitat el 1992. És president de la Societat Espanyola per a la Conservació i Estudi de Mamífers.
Els seus treballs de camp i estudis científics s'han plasmat en multitud d'obres (llibres, articles, etc.) de caràcter científic, requisit indispensable per ser reconegut com a científic rellevant. També és notable la seva faceta com a divulgador iniciada en els seus anys de joventut amb Félix Rodríguez de la Fuente, treballant com a redactor de l'Enciclopedia Salvat de la Fauna i en altres obres importants.
Dirigeix el Grup d'Ecologia de Carnívors de l'Estació Biològica de Doñana, on estudia el linx ibèric dins dels programes de protecció de l'espècie en perill d'extinció.
En 2013 va ser nomenat pel Consell Superior d'Investigacions Científiques (CSIC) com a nou president del Consell de Participació de Doñana, succeint en el càrrec a Felipe González. Escollit membre de la Reial Acadèmia de Ciències Exactes, Físiques i Naturals en 2005, en va prendre possessió en 2014 amb el discurs Ciencia y compromiso: la Biología de la Conservación.

## Premis i reconeixements
- En 2001 rep el Premi Nacional de Medi Ambient Félix Rodríguez de la Fuente[8]
- En 2002 va obtenir el Premi de la Junta de Castella i Lleó de Protecció Ambiental
- En 2003 va rebre el Premi a la Protecció del Medi ambient Rei Jaume I de la Generalitat Valenciana.[9]
- En 2005 va obtenir el Premio Nacional Alejandro Malaspina en Ciències i Tecnologies dels Recursos Naturals:

| « | Per la rellevància i qualitat científica de les seves aportacions al coneixement de la biologia i ecologia dels mamífers, per la coherència de la seva dilatada carrera investigadora i per la seva decisiva contribució al naixement i desenvolupament de la biologia de la conservació a Espanya. | » |

- També ha estat guardonat amb el Premi del Mèrit a la Conservació del WWF internacional.[4][10]

## Obra literària
- La naturaleza en peligro. Editorial Destino, 2005.
- La tierra herida: ¿qué mundo heredarán nuestros hijos? Editorial Destino, 2005. ISBN 84-233-3710-3 [nota 1]
- Cuaderno de campo de la naturaleza española. J.M.Reyero editor 1995.
- La caza de la perdiz roja en España. Editorial Destino.
- Los mamíferos. Editorial PENTHALON SA. ISBN 84-85337-67-0

## Publicacions del Departament de Biologia de la Conservació (CSIC)
És autor de més d'un centenar d'articles científics, entre els quals destaquen:
- Fernandez, N; Paruelo, J; Delibes, M. 2010. Ecosystem functioning in protected and transformed Mediterranean environments: a remote sensing classification of the Doñana region, Spain. Remote Sensing of Environment 114(1): 211-220
- Centeno-Cuadros, A; Delibes, M; Godoy, JA. 2009. Phylogeography of Southern Water Vole (Arvicola sapidus): evidence for refugia within the Iberian glacial refugium? MOLECULAR ECOLOGY doi: 10.1111/j.1365-294X.2009.04297.x
- Centeno-Cuadros, A; Delibes M; Godoy, JA. 2009. Dating the divergence between southern and European water voles using molecular coalescent-based methods. Journal of Zoology 279 (4): 404 - 409. DOI 10.1111/j.1469-7998.2009.00632.x
- Fedriani, JM, Delibes, M. 2009. Functional diversity in fruit-frugivore interactions: a field experiment with Mediterranean mammals. Ecography 32(6): 983 - 992. Doi: 10.1111/j.1600-0587.2009.05925.x
- Fedriani, JM, Delibes, M. 2009. Seed dispersal in the Iberian pear, Pyrus bourgaeana: A role for infrequent mutualists. ECOSCIENCE 16(3): 311-321
- Alcaraz-Segura, D; Cabello, J; Paruelo, JM; Delibes, M. 2009. Use of Descriptors of Ecosystem Functioning for Monitoring a National Park Network: A Remote Sensing Approach. Environmental Management 43: 38-48. DOI 10.1007/s00267-008-9154-y
- Real, R; Barbosa, AM; Rodríguez, A; García, FJ; Vargas, JM; Palomo, LJ; Delibes, M. 2009 Conservation biogeography of ecologically interacting species: the case of the Iberian lynx and the European rabbit. Diversity and Distributions 15: 390–400. DOI 10.1111/j.1472-4642.2008.00546.x
- Delibes, M. 2009. El lince ibérico de ayer a mañana pp. 515–517 in A Vargas, C Breitenmoser, U Breitenmoser (eds). Iberian Lynx Ex situ Conservation: An Interdisciplinary Approach. Fundación Biodiversidad, Madrid, Spain
- Delibes, M. 2009. Límites naturales del tamaño de la población humana. Temas para el Debate, 180: 26-30.
- Fedriani, JM; Delibes, M. 2009. Dispersión de semillas por mamíferos en Doñana: beneficios del mutualismo y consecuencias para la conservación del Parque Nacional. Paginas 249-262 en Ramírez, L, Asencio, B. (eds). Proyectos de Investigación en Parques Nacionales 2005-2008. Organismo Autónomo de Parques Nacionales, Madrid
- Delibes, M; Cabezas, S; Jimenez, B; Gonzalez, MJ. 2009. Animal decisions and conservation: the recolonization of a severely polluted river by the Eurasian otter. ANIMAL CONSERVATION 12(5): 400-407. Doi 10.1111/j.1469-1795.